# 塩釜事件
塩釜事件（しおがまじけん）とは、1949年7月に宮城県塩竈市で発生した事件。
なお、事件名は参考文献とした『宮城県警察史 第2巻』に基づき、「塩釜事件」とする。

## 事件の発端
1948年の大韓民国と朝鮮民主主義人民共和国の建国により、南北朝鮮の分断が決定的となった。
在日韓国・朝鮮人社会でも本国の状況を反映して、在日本朝鮮人連盟（略称：朝連、北朝鮮系）と在日本朝鮮人居留民団（略称：民団、韓国系）が結成された。
宮城県では、民団の支部が1949年3月に結成されたことに朝連が反発し、様々なトラブルが発生した。そんな最中、二つの刑事事件が立て続けに発生したことで、対立が先鋭化した。
- 朝連構成員致死事件
1949年7月8日、民団の県本部団長が朝連の構成員と口論・喧嘩し、相手を死なせた事件。
- 民団県本部外交部長宅襲撃事件
前項の事件と同日の7月8日、民団の県本部外交部長宅に朝連の構成員が押し入り、外交部長を負傷させた事件。

## 事件の概要
1949年7月14日、宮城郡多賀城村（現多賀城市）において民団の構成員が電柱にビラを貼っていたところ、朝連の構成員がこれを剥がしたため、民団の構成員がこれを取り囲んで民団塩竈支部に連行し、詫び状を書くように強要した。
朝連は塩竈市警察に救援を要請し、警察官が現地に駆けつけた。そして一旦は解決しそうな状態であったため、警告を発するに止めて引き揚げた。ところが同日夜に朝連側から救援要請の電話があり、再度現場に直行し朝連の構成員を保護して引き揚げた。朝連は警察の対応を批判し、一触即発の事態になった。塩竈市警は国警宮城県本部に連絡して、塩竈市に通じる道路の封鎖を実施した。
翌日7月15日、民団側は仙台市内で朝連を糾弾する集会を開いた。一方の朝連も塩竈市で集会を開き、仙台から帰ってくる民団側を待ち構えていた。警察の厳戒態勢により、双方の陣営による小競り合いがあったものの、この日の騒ぎはこれ以上は大きくならずに済んだ。
7月17日、朝連は無届の街頭演説を行ったため、進駐軍の宮城地方軍政部の命によって代表者4人が逮捕された。そのため朝連系朝鮮人が抗議のために警察署に押しかけるなど、新たな波紋を呼ぶこととなった。
7月19日、民団・朝連の双方が集会を開くことになった。場所は双方とも海岸前広場で、時間も同じ午後6時であった。塩竈市警は場所と時間を変更するように要請したが、双方とも聞き入れなかったので、厳重警告付きで許可した。民団・朝連の双方は互いを罵倒して険悪な雰囲気を醸し出したが、警察の厳重な警備により、大きな混乱も無く終了した。